# Maigret (Comic)
Maigret ist eine zwischen 1992 und 1997 erschienene frankobelgische Comicserie.

## Hintergrund
Odile Reynaud bearbeitete mehrere Maigret-Romane des belgischen Schriftstellers 
Georges Simenon für eine Comicveröffentlichung. Die Zeichnungen stammten von Philippe Wurm und Frank Brichau. Die Serie erschien direkt bei Lefrancq in Albenform. Ehapa gab drei Episoden im deutschen Sprachraum heraus.

## Albenausgaben
- 1992: Maigret et son mort[3][4] (46 Seiten) nach dem Roman Maigret und sein Toter
- 1993: Maigret tend un piège[4] (46 Seiten) nach dem Roman Maigret stellt eine Falle
- 1994: Maigret chez les Flamands[5] (46 Seiten) nach dem Roman Maigret bei den Flamen
- 1994: Maigret et la danseuse du Gai Moulin[4] (46 Seiten) nach dem Roman Maigret und der Spion
- 1997: Maigret et le corps sans tête[5] (46 Seiten) nach dem Roman Maigret und die kopflose Leiche